# Donakobius
Donakobius (Donacobius atricapilla) är en säregen tätting som förekommer i sydamerikanska våtmarker. Numera förs den till den egna familjen Donacobiidae.

## Utseende
Donakobiusen är en trastliknande fågel med långa grå ben och den sitter ofta med en upprätt kroppshållning. Ovansidan av vingarna är mörkt rödbruna, övergumpen ljusare rödbrun och de proportionellt långa stjärtfjädrarna är svarta med stora vita fläckar som bara syns på undersidan när stjärten är hopslagen. Hakan, bröstet och undersidan är ljust gulvit. Huvudet och nacken är svart, och den har en ganska lång, svagt nedåtböjd svart näbb och ett distinkt gult öga med svart pupill. Könen är lika.

## Utbredning och biotop
Donakobius är en vanlig fågel över en stor del av Amazonområdets våtmarker med hög och tät vattenväxtlighet. En tredjedel av dess utbredningsområde sträcker sig utanför Amazonområdet, från Panama, norra Colombia, västra Venezuela, Orinocoflodens system i Venezuela, till sydöstra Brasiliens kust och inland, men även de närliggande länderna söderut, Paraguay och allra nordligaste Argentina.

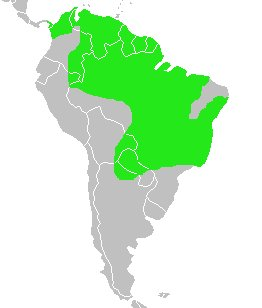
Donakobius utbredningsområde.

## Taxonomi
Donakobius placeras som ensam art i sitt släkte Donacobius. Dess familjetillhörighet har varit mycket omdiskuterad. När Linné beskrev den för första gången 1766 kategoriserade han den som Turdus atricapilla och placerade den i familjen trastar (Turdidae). Under 1900-talet flyttades den till härmtrastarna (Mimidae). Under 1980- och 1990-talet lades det fram teorier att det rörde sig om en otypisk gärdsmyg och arten placerades i familjen Troglodytidae, vilket accepterades av American Ornithologists' Union (AOU) och ett flertal andra auktoriteter. 
Sentida studier av Van Remsen och Keith Barker visar att arten inte är en gärdsmyg utan att den är närbesläktad med en utvecklingslinje från gamla världen och är den enda arten i Sydamerika som tillhör överfamiljen Sylvioidea. Numera placeras den i en egen familj, Donacobiidae, och tros vara närmast släkt med familjerna gräsfåglar och madagaskarsångare.

### Underarter
Donakobius delas in i fyra underarter med följande utbredning:
- Donacobius atricapilla brachypterus (Madarász, 1913) – förekommer från tropiska östra Panama till norra Colombia
- Donacobius atricapilla nigrodorsalis (Traylor, 1948) – förekommer från sydöstra Colombia till östra Ecuador och sydöstra Peru
- Donacobius atricapilla atricapilla – förekommer från Venezuela till Guyanaregionen, Amazonområdet i Brasilien, östra Brasilien och nordöstra Argentina
- Donacobius atricapilla albovittatus (Lafresnaye & d'Orbigny, 1837) – förekommer i östra Bolivia, i Beni, Cochabamba och Santa Cruz och i angränsande områden i Brasilien

## Ekologi
Arten bildar par för livet och dessa ses ofta dagtid i toppen av tjock vegetation i kanten av floder och liknande. De är mycket ljudliga och ofta ägnar sig paret åt så kallad växelsång vilket innebär att de sjunger växelvis samtidigt som de skjuter in vissa återkommande sångstrofer. De adulta ungarna stannar med sina föräldrar och hjälper till att föda upp yngre syskon ifrån nästkommande kull.

## Status och hot
Arten har ett stort utbredningsområde och beskrivs som vanligt förekommande. Den minskar dock i antal, dock inte tillräckligt kraftigt för att anses vara hotad. Internationella naturvårdsunionen IUCN placeras den därför i kategorin livskraftig. Beståndet uppskattas till i storleksordningen fem till 50 miljoner vuxna individer.

## Namn
Donakobius är en försvenskning av artens släktesnamn Donacobius som betyder "vasslevande".